# The Divorce Game
The Divorce Game è un film muto del 1917 diretto da Travers Vale.

## Trama
I de Sallure, una giovane coppia aristocratica, si trova in serie difficoltà finanziarie e deve correre ai ripari. Florence, la moglie, è una ricca americana ma non può toccare il capitale perché il padre, nel testamento, ha messo la condizione che lei potrà disporne solo se si separerà dal marito. I due, allora, pensano che la soluzione possa essere un divorzio: Florence potrà finalmente recuperare il controllo dei suoi beni e poi potrà risposare tranquillamente de Sallure. Paul finge così di avere una relazione con mademoiselle Fifi, per dare un motivo di divorzio alla moglie. Lei, però, comincia a sospettare che il marito abbia qualche interesse reale nei riguardi di Fifi e la prospettiva che il divorzio non sia un semplice gioco comincia a farsi strada nella sua mente. Le cose tra i due coniugi andranno a posto per l'intervento della madre di Florence che paga i debiti della coppia e li fa riconciliare.

## Produzione
Il film fu prodotto dalla World Film.

## Distribuzione
Distribuito dalla World Film, il film - presentato da William A. Brady - uscì nelle sale cinematografiche USA il 25 giugno 1917.